# Лейк-Джордж (тауншип, округ Стернс, Миннесота)
Лейк-Джордж (англ. Lake George) — тауншип в округе Стернс, Миннесота, США. На 2000 год его население составило 371 человек.

## География
По данным Бюро переписи населения США площадь тауншипа составляет 91,6 км², из которых 89,7 км² занимает суша, а 1,9 км² — вода (2,04 %).

## Демография
По данным переписи населения 2000 года здесь находились 371 человек, 113 домохозяйств и 95 семей.  Плотность населения —  4,1 чел./км².  На территории тауншипа расположено 116 построек со средней плотностью 1,3 построек на один квадратный километр. Расовый состав населения: 100,00 % белых.
Из 113 домохозяйств в 47,8 % воспитывались дети до 18 лет, в 76,1 % проживали супружеские пары, в 1,8 % проживали незамужние женщины и в 15,9 % домохозяйств проживали несемейные люди. 15,0 % домохозяйств состояли из одного человека, при том 5,3 % из — одиноких пожилых людей старше 65 лет. Средний размер домохозяйства — 3,28, а семьи — 3,69 человека.
38,0 % населения — младше 18 лет, 5,9 % — в возрасте от 18 до 24 лет, 29,4 % — от 25 до 44, 17,0 % — от 45 до 64, и 9,7 % — старше 65 лет. Средний возраст — 31 год. На каждые 100 женщин приходилось 123,5 мужчин.  На каждые 100 женщин старше 18 приходилось 132,3 мужчин.
Средний годовой доход домохозяйства составлял 36 029 долларов, а средний годовой доход семьи —  37 232 доллара. Средний доход мужчин —  25 469  долларов, в то время как у женщин — 15 750. Доход на душу населения составил 13 662 доллара. За чертой бедности находились 12,4 % семей и 18,5 % всего населения тауншипа, из которых 30,1 % младше 18 и 6,7 % старше 65 лет.